# Chemin de fer General San Martín
Le chemin de fer General San Martín (ou Ferrocarril General San Martín) (FCGSM), est une société argentine de chemin de fer. Elle est appelée ainsi en l'honneur du héros argentin José de San Martín, et fait partie du réseau ferroviaire de ce pays. D'écartement large des rails, il part du terminal ferroviaire de la gare de Retiro, à Buenos Aires, et se dirige vers l'ouest de l'Argentine, en parcourant les provinces de Buenos Aires, Santa Fe, Córdoba, San Luis, Mendoza et San Juan.

## Histoire

### Origines
Il fut créé lors de la nationalisation des chemins de fer du pays entre 1946 et 1948, regroupant des voies qui appartenaient au chemin de fer appelé Buenos Aires al Pacífico (depuis Buenos Aires jusqu'au Pacifique), à capitaux britanniques, et reliant Buenos Aires au Chili (Valparaíso). Dès lors, il fut géré totalement par la société publique Empresa de Ferrocarriles del Estado Argentino, qui changea de nom pour s'appeler Ferrocarriles Argentinos. La nationalisation des chemins de fer comprenait quelque 25 000 propriétés britanniques qui apparaissaient comme des actifs indirects et qui comprenaient des ports tels que Bahía Blanca, des sociétés d'électricité, des compagnies de tramway, des compagnies de transport automobile, des hôtels, etc..
En 1961 et 1963, Arturo Frondizi commence à réduire et à démanteler le réseau ferroviaire argentin, dans le cadre de sa politique d'élimination de 4 000 km de voies, de branches et d'installations. C'est ainsi qu'a été conçu le plan Larkin, qui prévoyait notamment l'abandon de 32 % des chemins de fer existants, le licenciement de 70 000 employés des chemins de fer, la réduction à la casse de toutes les locomotives à vapeur, de 70 000 wagons et de 3 000 voitures.

### Période de gloire

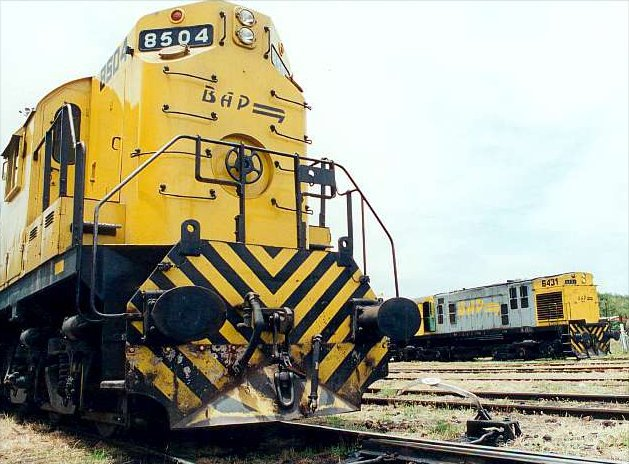
Locomotrices du BAP (ou Ferrocarril Buenos Aires al Pacífico).

Ce réseau était parcouru par des trains de fret depuis ou vers l'intérieur du pays et par des trains de passagers de longue distance. Il offrait aussi des services interurbains entre villes de l'intérieur et des services urbains dans la zone du grand Buenos Aires, entre Retiro et Pilar, à quelque 55 km de la ville de Buenos Aires.
L'express El Libertador offrait un service de luxe entre Retiro, Junín et Mendoza. Il ne comportait que des wagons-lits et des pullmans, et était pourvu de restaurant, bar, wagon-cinéma et remorque pour automobiles. D'autres grands trains qui circulèrent jusqu'au début des années 1990 furent El Cóndor, réalisant aussi le parcours Retiro - Junín - Mendoza et le train dénommé El Aconcagua, qui allait vers 
San Juan et faisait escale à San Luis, Villa Mercedes et Laboulaye.
Le chemin de fer San Martín possédait depuis 1886, d'énormes ateliers dans la ville de Junín, où se faisaient les réparations et la maintenance de tout le matériel roulant. Ces ateliers comptèrent jusqu'à 4 000 salariés.

### Privatisation
Avec la privatisation et la concession des services ferroviaires lors de la première présidence de Carlos Menem, tous les services interurbains et de longue distance du chemin de fer San Martín cessèrent, à l'exception d'un service quotidien vers Junín, presté depuis lors par Ferrobaires, l'entreprise de la province de Buenos Aires de chemins de fer. Les services de marchandises furent donnés en concession à une entreprise privée qui reprit l'ancien nom de la ligne, Ferrocarril Buenos Aires al Pacífico S.A. (BAP), actuellement partie du groupe brésilien América Latina Logística (ALL). Pour leur part, les services urbains restèrent à charge de la compagnie d'état FEMESA, pour passer ensuite dans l'orbite de Transportes Metropolitano (appelée généralement Metropolitano), un conglomérat de transports qui a aussi acquis la concession de prestation du service en commun sur les lignes Belgrano Sur et celles du chemin de fer General Roca vers la Patagonie.

### Décadence
Mais la demande prévue par le nouveau concessionnaire ne se réalisa pas. De ce fait, il réduisit peu à peu les frais de maintenance. Le plus grand problème résidait dans l'obsolescence des locomotives (datant de 1958), raison pour laquelle l'entreprise concessionnaire obtint un leasing pour de nouvelles locomotives avec le groupe japonais Mitsui. Mais avec la crise économique argentine de 2001-2002 et la fin de la Loi de Convertibilité associée à la chute du Peso argentin (des deux tiers de sa valeur), la parité « peso = dollar » s'envola et Metropolitano refusa d'accepter la nouvelle parité résultante qui le forçait à payer son leasing trois fois plus cher. Mitsui esta en justice et, après de longs mois le tribunal ordonna le retrait du service des nouvelles locomotives. Ceci causa un préjudice énorme aux usagers du chemin de fer qui durent recourir à d'autres moyens de transport. Il y avait en effet plus de 50 % d'annulation des missions et 90 % de retards sur les lignes.
Finalement en janvier 2005, étant donné le non-respect du contrat, la concession à Metropolitano fut révoquée. La prestation de services resta à charge de l'Unidad de Gestión Operativa Ferroviaria de Emergencia (ou UGOFE ; en français : Unité de Gestion opérative ferroviaire d'Urgence), formée par les autres concessionnaires du réseau : Ferrovías, Trenes de Buenos Aires et Metrovías. Le paiement des salaires resta temporairement à charge de l'État argentin.
En 2006, on est en train de réparer l'ancien matériel qui était resté hors d'usage ou qui était endommagé, cependant que l'on travaille à une solution définitive en vue d'une nouvelle autorisation du service. Comme nom commercial on utilise Línea San Martín, avec l'inscription LSM sur les locomotives et les wagons de passagers.

## Service interurbain
Depuis juin 2017, il existe un service au départ de Retiro, un service intercité hebdomadaire entre la tête, Chacabuco et Junín.
En juin 2016, tous les services de Ferrobaires ont été suspendus. Toujours en 2017, les services ferroviaires ont été suspendus sur les branches de Bragado, Junín et Alberdi, Pringles et La Pampa, Coronel Boerr, Cacharí, Hinojo, Las Martinetas, Laprida, Villa Ventana et Saldungaray. Au total, l'annulation des services a touché 104 villes et plus de 670 000 habitants. La province de La Pampa est également privée de trains de passagers ; il est décidé de suspendre le service entre Santa Rosa et General Pico.
Le 12 juillet 2022, le premier train de passagers depuis 1993 arrive à la gare de Justo Daract (San Luis) et le service reprend. En septembre de la même année, Trenes Argentinos a commencé l'inspection des voies de Justo Daract (San Luis) à Gutiérrez (Mendoza) et a annoncé le retour du train de passagers à Mendoza (service interrompu en 1993).

## Principales gares et localités desservies
- Retiro San Martín à Buenos Aires.
- Miguel Cané
- Junín
- Rufino
- Laboulaye
- Río Cuarto
- San Luis
- San Rafael
- Mendoza
- San Juan